# Lili Wachenheim

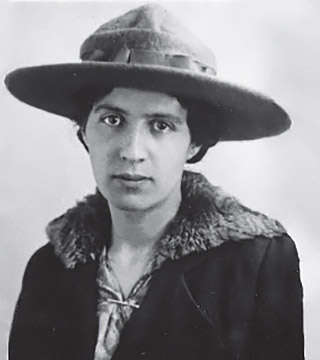
Lili Wachenheim (um 1917)

Lili Wachenheim (verheiratet Lili Müller, * 23. April 1893 in Mannheim; † 12. Mai 1989 in den Vereinigten Staaten) war eine deutsche Chemikerin und die erste Frau, die bei der BASF in einem Labor forschte.

## Familiärer Hintergrund
Lili Wachenheim wurde 1893 als zweite Tochter des Bankiers Eduard Wachenheim (1855–1898) und seiner Frau Marie, geb. Trautmann (1870–1934) in Mannheim geboren. Ihre ältere Schwester war die sozialdemokratische Politikerin und Historikerin Hedwig Wachenheim. Eduard Wachenheim war zwar jüdischen Glaubens, kurz nach seinem Tod 1898 ließ die Mutter ihre Töchter aber protestantisch taufen.

## Ausbildung und Beruf
Wachenheim absolvierte die Mädchen-Oberrealschule in Mannheim und immatrikulierte sich 1911 an der Universität Heidelberg für das Fach Chemie. Zu ihren akademischen Lehrern gehörten Theodor Curtius, Emil Knoevenagel und ihr Doktorvater Max Trautz. 1917 wurde sie mit „summa cum laude“ promoviert. Das Thema ihrer Arbeit lautete „Über das Zerfallsgleichgewicht von Nitrosylchlorid“. Nach der Promotion arbeitete Wachenheim zunächst als Assistentin mit Max Bodenstein an der Königlichen Technischen Hochschule Hannover und befasste sich mit der „Herstellung von Argon im Laboratorium“. Nach einer Empfehlung von Bodenstein an die BASF trat Lili Wachenheim im Januar 1918 als Chemikerin in das Unternehmen ein. Sie arbeitete bei der BASF im Ammoniaklaboratorium unter der Leitung von Alwin Mittasch. Ihren ersten Forschungsbericht „Über die Einwirkung von Stickstoffdioxyd auf Wasser und Salpetersäure in verschiedener Konzentration“ legte sie im März 1918 vor. Bereits zum Jahresende 1918 verließ Wachenheim das Unternehmen wieder, vermutlich wegen der bevorstehenden Hochzeit mit dem BASF-Chemiker Carl Heinrich (Henry) Müller (1889–1964) im Mai 1919.

## Emigration
Im nationalsozialistischen Deutschland wurden Lili Wachenheim und ihre drei Kinder, ihre späteren Namen waren Eva Lili Mueller, Konrad C. Mueller und Susanne M. Shafer, durch die Nürnberger Gesetze zu Nichtariern erklärt. Heinrich Müller verließ 1936 die BASF; die Familie emigrierte im Dezember desselben Jahres in die Vereinigten Staaten, wo sie sich in Scarsdale im US-Bundesstaat New York niederließ. Mueller arbeitete in New York City als „Technical Advisor to the President“ und „Executive Vice President“ bei der General Aniline & Film Corporation (GAF). Lili Mueller war in den USA nicht berufstätig. Sie überlebte ihren Mann um 25 Jahre. Die Töchter machten Karriere als Professorinnen für Ökonomie und Pädagogik, der Sohn als Regierungsbeamter.